# أدولف وولد
أدولف وولد (بالنرويجية البوكمول: Adolph Wold)‏ هو لاعب كرة قدم نرويجي، ولد في 30 سبتمبر 1892 في كريستيانية في النرويج، وتوفي في 5 فبراير 1976 في أوسلو في النرويج. شارك مع منتخب النرويج لكرة القدم. أما مع النوادي، فقد لعب مع IF Ready ‏.

## وصلات خارجية
- أدولف وولد على موقع اتحاد النرويج (النرويجية)
- أدولف وولد على موقع قاعدة بيانات كرة القدم.إي يو (الإنجليزية)
- أدولف وولد على موقع ناشيونال فوتبول تيمز (الإنجليزية)
- أدولف وولد على موقع عالم كرة القدم.نت (الإنجليزية)
- أدولف وولد على موقع أوليمبيديا (الإنجليزية)